# Andúril

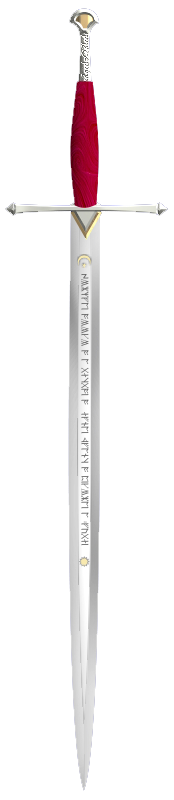
Une représentation d'Andúril.

Andúril — la « Flamme de l'Ouest » en Sindarin — est une épée de fiction portée par le personnage d'Aragorn dans le roman Le Seigneur des anneaux de J. R. R. Tolkien.
D’abord connue sous le nom de Narsil, l'épée d'Elendil, un des seigneurs de Númenor et lointain ancêtre d'Aragorn, l'épée est reforgée à la fin du Troisième Âge de la Terre du Milieu par les forgerons elfes de Fondcombe (Rivendel) grâce aux tronçons de Narsil, pour devenir Andúril, nom donné à l'épée par Aragorn.
Preuve du lignage d'Aragorn avec son illustre ancêtre, Andúril est aussi le symbole de son titre de chef des Dúnedains. L'épée est également mentionnée à plusieurs reprises au cours de l'histoire en tant que « l'Épée qui fut brisée » ou « l'Épée reforgée ».
Dans la version cinématographique de la série de films de Peter Jackson, son histoire diffère légèrement.

## Historique

### Narsil
Dans l'univers de fiction de J. R. R. Tolkien, Narsil est l'épée du roi Elendil, qui arrive sur la Terre du Milieu au cours du Deuxième Âge après la submersion de l’île de Númenor par les Valar.
Initialement, l'épée est forgée au cours du Premier Âge par le nain Telchar de Nogrod, la rendant ainsi parente avec Angrist, un célèbre poignard avec lequel fut coupé un Silmaril de la couronne de Morgoth. L'épée, avant d’aboutir dans les mains d’Elendil, est donnée par Telchar à l'elfe Ñoldor Curufin, l’un des fils de Fëanor, à qui Angrist a aussi été donnée. Elle est ensuite remise à Maglor, qui la lègue ensuite à Elros.
Au cours du Deuxième Âge de la Terre du Milieu, Narsil se retrouve sur l'île de Númenor, aux mains d’Elros (le frère d'Elrond), le premier des Rois de Númenor, qui lui-même est un descendant d’Eärendil ainsi que de plusieurs autres seigneurs parmi les Elfes et les Edain. Bien qu'aucune référence à Narsil ne soit faite durant cette période, l'épée aboutit dans les mains d'Elendil, un lointain descendant d'Elros, vers la fin du Deuxième Âge.
Elendil utilise Narsil au cours du siège de Barad-dûr contre le Maia Sauron, lors de la guerre de la Dernière Alliance des Elfes et des Hommes, mais Sauron tue Elendil et l'épée se brise en deux sous lui lorsqu'il tombe. Le fils aîné d'Elendil, Isildur, prend alors le tronçon de l'épée de son père et l’utilise pour couper le doigt de la main de Sauron portant l'Anneau unique. Isildur ramène ensuite les tronçons de Narsil chez lui.
Peu avant la mort d’Isildur, au cours de la deuxième année du Troisième Âge, lors du Désastre des Champs d'Iris, Ohtar, l'écuyer d'Isildur, emporte sur ses ordres les tronçons de Narsil en sécurité. Les tronçons parviennent à Fondcombe durant la troisième année du Troisième Âge, où le fils cadet d'Isildur, Valandil, encore enfant, réside temporairement.
Les tronçons de Narsil furent par la suite une partie intégrante de l'héritage de la lignée des Rois de l'Arnor et, quand le Royaume du Nord fut détruit par le Roi-Sorcier d'Angmar, ils continuèrent à faire partie de l'héritage des Dúnedains, les Rôdeurs du Nord. L'épée ne fut pas reforgée avant la Guerre de l'Anneau, vers la fin du Troisième Âge.

### L'épée brisée
Lors du début de la Guerre de l'Anneau, Boromir, le fils et l'héritier de l'Intendant du Gondor Denethor, se rend à Fondcombe à temps pour assister au Conseil d'Elrond, en raison du rêve prophétique de son frère, Faramir, qui lui indiquait de chercher « l'Épée qui fut brisée ».
Aragorn utilise l'épée pour prouver ses prétentions au trône du Gondor, ainsi que la crédibilité de sa descendance provenant d'Isildur (fils d'Elendil) lui-même.

### Andúril
Lors du début de la Guerre de l'Anneau, Narsil est reforgée par les forgerons elfes de Fondcombe. Aragorn lui donne alors comme nouveau nom Andúril, la « Flamme de l'Ouest ».
Quand, utilisant le Palantír repris à Saroumane, Aragorn affronte en pensée Sauron, il lui montre l'épée reforgée qui jadis l'avait vaincu quand elle était dans les mains d'Isildur.

## Critique et analyse
Andúril ressemble étrangement à Durandal, l'épée du chevalier Roland dans la chanson de geste éponyme datant du Moyen Âge.

## Adaptations

### Dans les films de Peter Jackson

#### Le Seigneur des anneaux

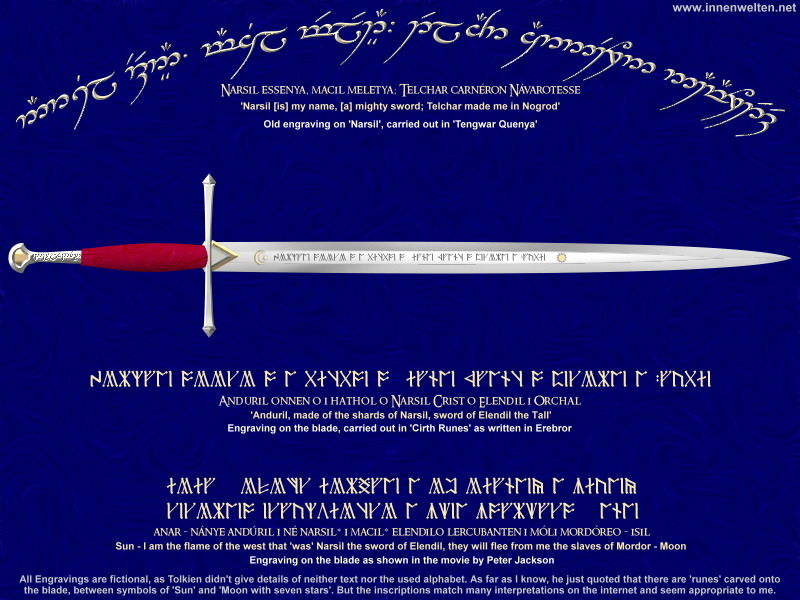
Reproduction de la version d'Andúril tirée de la série de films du Seigneur des anneaux de Peter Jackson.

Dans la série de films de Peter Jackson, Narsil se casse en plusieurs morceaux (et non en deux). Les fragments de Narsil ne sont pas portés en permanence par Aragorn, mais sont exposés à Fondcombe (Aragorn ayant une autre épée, entière celle-là). Boromir se coupe avec un des fragments en raillant l'héritage d'Aragorn, en marge du Conseil d'Elrond.
Narsil n'est reforgée que dans le troisième film, à la demande d'Arwen. Elrond la remet à Aragorn à Dunharrow. Dans le film, la remise de cette épée symbolise en plus le consentement d'Aragorn à accomplir son devoir et son destin de souverain du Gondor. Elle permet à Aragorn de toucher et menacer le Roi de la Montagne, alors que celui-ci est sous forme de spectre.
Andúril est la réplique exacte de Narsil, hormis la formule gravée sur toute la longueur de sa lame, à l'intérieur de la gouttière. Cette inscription en Quenya, rédigée dans l'alphabet runique de l'Eregion, apparaît sur les deux faces de la lame ; la formule est entourée des symboles du Soleil (en émail ambré, près de la poignée) et de la Lune (gravé à l'extrémité la plus mince de la gouttière) et entrecoupée à intervalle réguliers par sept étoiles stylisées. Les étoiles représentent Elendil, mort en brandissant Narsil face à Sauron (c'est au cours de ce duel que l'épée fut brisée). Le Soleil et la Lune représentent respectivement les fils d'Elendil, Isildur et Anárion.
Inscriptions de la lame :

Anar

Nányë Andúril i né Narsil

i macil Elendilo

Lercuvanten i móli Mordórëo

Isil
Traduction :

Soleil

je suis Andúril qui fut Narsil

l'épée d'Elendil

Qu'ils me fuient, les esclaves du Mordor

Lune
Ces inscriptions figurent également sur la ceinture à laquelle est suspendue Andúril et, pour une partie seulement, sur une plate d'acier et de cuivre fixée à son fourreau noir.

#### Le Hobbit: Un voyage inattendu
La version longue de Le Hobbit : Un voyage inattendu de Peter Jackson montre également les fragments de Narsil à Fondcombe, tels qu'ils sont présentés dans Le Seigneur des Anneaux : La Communauté de l'Anneau.  